# Хотешов
Хотешо́в (укр. Хотешів) — село в Камень-Каширской городской общине Камень-Каширского района Волынской области Украины.
Население по данным 2023 года составляет 1501 человек. Почтовый индекс — 44512. Телефонный код — 3357. Занимает площадь 54,378 км².